# Casa Josep Freixa
La Casa Josep Freixa és una construcció d'estil eclèctic amb elements clàssics i noucentistes del municipi de Sitges (Garraf). Està situada als números 69-70 del passeig Marítim, 69-70, cantonada amb el carrer Josep Carner, a la zona de Terramar. És una obra inclosa en l'Inventari del Patrimoni Arquitectònic de Catalunya.

## Descripció
Es tracta d'un edifici aïllat de planta baixa i dos pisos, una de les primeres (entre 1919 i 1923) que s'alçaren a la nova urbanització de Terramar. És obra de l'arquitecte Josep Maria Martino i Arroyo, molt vinculat a aquesta urbanització i a l'arquitectura sitgetana de l'època. Aquest projecte de ciutat-jardí va ser començat el 1919 com a resultat de la iniciativa del financer Francesc Armengol i Duran. A primera línia de mar i amb una vista excel·lent, la façana està formada per un cos central amb dos de més baixos als costats.
La coberta del cos central és a dues vessants, amb un ràfec molt decorat i que forma un frontó. El cos esquerre és una porxada amb terrat suportat per columnes i pilars. La part més decorada és la façana central, amb un portal d'entrada plantejat com un pòrtic, amb dues columnes jòniques que emmarquen la porta, rematades per una cornisa sobre la qual se sustenten dos gerros amb fruites de pedra artificial. Darrerament s'han efectuat obres de remodelació i ampliació, tot respectant la tipologia original de l'edifici.